# Takao Saito
Takao Saito (斎藤隆夫, さいとう・たかを?) (Wakayama, Japón, 3 de noviembre de 1936-24 de septiembre de 2021) fue un mangaka japonés. Fue conocido por su más exitoso trabajo llamado Golgo 13. Casado con la artista Setsuko Yamada (セツコ・山田?).
Este mangaka no debe ser confundido con Takao Saito quien es un director de fotografía de muchas películas de Akira Kurosawa.

## Biografía
Saito fue hijo de barbero. Durante su estadía en la escuela primaria y secundaria, fue el mejor de la clase con respecto a las peleas y dibujos. Después de graduarse de escuela Junior High School en Osaka, se decidió convertirse en un mangaka, influenciado por las películas del momento como King Kong y War of the Worlds.
Takao debutó profesionalmente con su trabajo llamado 空気男爵 en 1955. En el año 1958, se trasladó a Tokio. Allí comenzó a crear cómics junto con otros siete artistas (松本正彦、佐藤まさあき、石川フミヤス、桜井昌一 (Shoichi Sakurai)、山森ススム、K・元美津). Desde abril de 1960, él empezó a trabajar en la empresa Producción Saito, donde tenía cerca de 19 empleados. En el año 1971, empezó su verdadera carrera profesional. En 1976, Takao ganó el premio Shōgakukan en la categoría seinen/general por el su trabajo Golgo 13.
Falleció el 24 de septiembre de 2021, a causa de un cáncer de páncreas.

## Trabajos seleccionados
- Golgo 13
- Kage Gari
- Survivor
- Barom One
- Onihei Hankachō (arte)